# Robert Lindholm
Robert Artur Lindholm født 24. januar 1938 i København, var en dansk atlet. Han var medlem af Københavns IF (-1973) og AK73 (1973-).
Vandt fire danske mesterskaber i trespring og satte ved de danske mesterskaber på Århus Stadion 1961 dansk rekord med et spring på 15,04 meter en forbedring af Preben Larsen 13 år gamle rekord med en centimeter.

## Danske mesterskaber
- Trespring: 1958-1959, 1961 og 1967
- Dansk hold mester: 1960 og 1961

## Dansk rekord
- Trespring: 15,04 Århus Stadion 13 august 1961